# Глушица (Волгоградская область)
Глушица — хутор в Кумылженском районе Волгоградской области России. Входит в состав Кумылженского сельского поселения. Население 157 чел. (2010).

## История
Указан в «Списке населенных пунктов вновь организуемого Кумылженского района Хоперского округа» на 1928 г. в составе Кумылженского сельсовета.В том же сельсовете учитывался до 2005 года. В соответствии с Законом Волгоградской области от 14 февраля 2005 года № 1006-ОД «Об установлении границ и наделении статусом Кумылженского района и Муниципальных образований в его составе» хутор вошёл в состав образованного Кумылженского сельского поселения.

## География
Расположен в западной части региона, в лесостепи, в пределах Хопёрско-Бузулукской равнины, являющейся южным окончанием Окско-Донской низменности, на р. Хопёр.
Уличная сеть состоит из трёх географических объектов: ул. Лесная, ул. Молодёжная и ул. Хоперская.
Абсолютная высота 71 метр над уровнем моря.

## Население
| 2010 |
| ---- |
| 157  |

Гендерный состав
По данным Всероссийской переписи населения 2010 года в гендерной структуре населения из 157 человек мужчин — 73, женщин — 84 (46,5 и 53,5 % соответственно).
Национальный состав
Согласно результатам переписи 2002 года, в национальной структуре населения
русские составляли 71 % из общей численности населения в 166 чел..

## Инфраструктура
Личное подсобное хозяйство. Причал на реке.

## Транспорт
Водный и автомобильный транспорт.
Просёлочные дороги.